# Manuela Di Centa
Manuela Di Centa, née le 31 janvier 1963 à Paluzza, est une fondeuse italienne.
En cinq participations aux Jeux olympiques d'hiver, de 1984 à 1998, elle remporte sept médailles, dont deux titres, sur le quinze et le trente kilomètres des Jeux de Lillehammer en 1994, deux médailles d'argent et trois de bronze, ces dernières obtenues avec le relais italien sur le quatre fois cinq kilomètres. Elle obtient également sept médailles mondiales, quatre en argent et trois en bronze. Elle remporte deux éditions de la Coupe du monde, en 1993-1994 et 1995-1996.
Après sa carrière de sportive, elle prend des responsabilités au sein du Comité national olympique italien (CONI) et du Comité international olympique (CIO). Elle connait aussi une carrière politique, occupant deux mandats successifs au sein de la accède à la Chambre des députés. 
Elle est la sœur du skieur Giorgio Di Centa, lui aussi champion olympique de ski de fond, et la cousine de l'athlète Venanzio Ortis.

## Biographie

### Carrière sportive
Manuela Di Centa apparaît au niveau international en 1982, où elle court une manche de la Coupe du monde, à Furtwangen (11e du cinq kilomètres), puis les Championnats du monde à Oslo, où elle est notamment huitième du cinq kilomètres. Juste après, elle gagne la médaille d'argent au championnat du monde junior sur le cinq kilomètres à Murau.
Manuela Di Centa dispute ses premiers Jeux olympiques lors de l'édition de 1984 à Sarajevo. Après des résultats précoces très prometteurs, elle renonce à la sélection nationale à la suite d'incompréhensions avec le président de la fédération italienne. Elle revient au sein de la fédération en 1986, pour disputer ses premiers mondiaux 1987 à Oberstdorf et participe aux Jeux de 1988 à Calgary, où elle est notamment sixième du vingt kilomètres. En janvier 1989, en réalisant le deuxième meilleur temps sur le dix kilomètres classique de Klingenthal, elle monte sur son premier podium en Coupe du monde, dont elle occupe le quatrième rang au classement général cet hiver. Un an plus tard, elle devient victorieuse à ce niveau au quinze kilomètres libre de Pontresina.
Elle obtient ses premières médailles lors des Championnats du monde 1991 qui se déroule en Italie à Val di Fiemme. Une médaille d'argent en relais et deux médailles de bronze en individuelle sont au rendez-vous. L'année suivante, elle obtient sa première médaille olympique lors des Jeux olympiques d'hiver de 1992 à Albertville, toujours avec le relais.
Mais c'est lors de l'olympiade suivante, aux Jeux olympiques 1994 de Lillehammer qu'elle réalise son plus grand exploit: elle remporte une médaille dans les cinq épreuves de ski de fond, remportant deux titres sur 15 km classique et 30 km libre. Après trois victoires dans des disciplines différentes dans la Coupe du monde (dix kilomètres, 30 kilomètres et poursuite), elle remporte pour la première fois le classement général de la Coupe du monde, soit la première Italienne à gagner ce titre.
En 1995, elle est seulement compétitive aux Championnats du monde à Thunder Bay, où elle remporte la médaille de bronze au cinq kilomètres classique, puis la médaille d'argent au trente kilomètres libre, derrière la championne russe Elena Välbe. La médaille d'or mondiale est celle qui lui manque à son palmarès.
En 1996, sa priorité est de nouveau la Coupe du monde, où malgré une 15e place en ouverture de la saison, elle se montre ensuite dure à battre pour la concurrence, à partir de l'étape de Seefeld, enchaînant sept succès consécutifs, dont six en individuel et un en sprint par équipes. Elle achève donc l'hiver en tête de la Coupe du monde pour la deuxième et ultime fois et reçoit la Médaille Holmenkollen, plus haute récompense du ski nordique. Elle établit définitivement son nombre de podiums en Coupe du monde à 35 unités cet hiver. Elle n'est pas parmi les têtes d'affiche lors des deux saisons suivantes.
Lors des jeux suivants à Nagano, à 35 ans, elle remporte une nouvelle médaille de bronze avec le relais italien. Dans ce relais figure sa grande rivale et une très grande dame du ski de fond italien, Stefania Belmondo. Il s'agit de son ultime compétition au plus haut niveau international.
Elle est également engagée dans une autre discipline : la course en montagne, dont elle devient championne d'Italie en 1985, 1989 et 1991

### Carrière de dirigeante
Lors de la 107e session, qui se déroule durant les Jeux de Nagano, elle est élue à la commission des athlètes du CIO. En décembre 1999, elle est élue membre du CIO lors de la 110e session. En février 2002, elle est élue pour un mandat de huit ans à la commission des athlètes, avec la Suédoise Pernilla Wiberg. Arrivée au terme de son mandat, elle est désignée membre honoraire du CIO au 1er mars 2010.
Première présidente de la commission des athlètes italiens au sein du Comité national olympique italien (CONI) depuis 1996, elle devient membre de celui-ci. Elle en est nommée vice-présidente en 2005, puis demissionne de son poste en avril 2006 en raison de son élection à la chambre des députés italienne. Elle continue d'assurer des fonctions au sein du CONI.

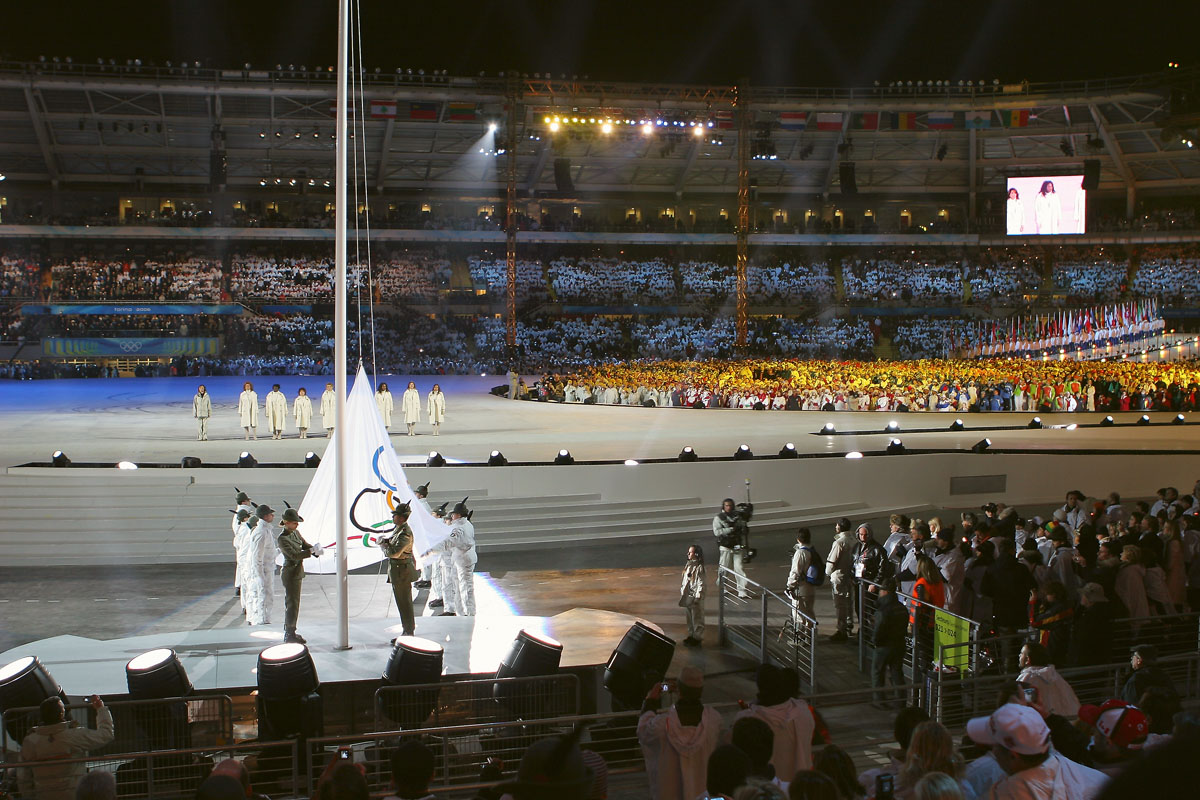
cérémonie d'ouverture de 2006.

Lors de la cérémonie d'ouverture des Jeux olympiques d'hiver de 2006, elle fait partie des huit femmes à porter le drapeau olympique, avec Isabel Allende, Sophia Loren, Wangari Maathai, Somaly Mam, Susan Sarandon, Nawal El Moutawakel et Maria Mutola. La cérémonie de cloture, qui acczueille traditionnellement la cérémonie de remise des médailles du cinquante kilomètres, la voit remettre la médaille d'or au vainqueur, son frère Giorgio.
En 2008, au Cap, elle figure dans la délégation italienne, qui comprend également Cristian Zorzi, qui obtient l'organisation des Championnats du monde 2013 de Val di Fiemme.
En 2014, elle se déclare candidate à la présidence de la ISI,  Federazione italiana sport invernali , (Fédération italienne des sports d'hivers).
Elle est également chef de délégation de l'équipe des moins de dix-sept ans (U17) féminine italienne dont le but est de participer à la phase finale du Championnat d'Europe de football féminin des moins de 17 ans 2016 en Biélorussie,.

### Carrière politique
Manuela Di Centa s'engage en politique. En 2004, elle se présente avec Forza Italia aux Élections européennes lors du scrutin italien. Deux ans plus tard, lors des Élections générales italiennes de 2006, elle accède à la Chambre des députés où elle siège de mai 2006 à avril 2008 au sein du groupe parlenentaire Forza Italia. Lors des élections de 2008, elle figure sur la liste de la coalition de centre-droit qui devient ensuite Le Peuple de la liberté qu'elle représente à la Chambre des députés jusqu'à mars 2013. Elle est de nouveau candidate, toujours pour le PDL, lors des Élections générales de 2013 mais son parti n'obtient pas les voix qui lui permettent de retrouver la chambre des députés.

### Autres activités
Elle continue toutefois à avoir des activités sportives, devenant  alpiniste. Elle devient ainsi la première italienne à atteindre le sommet de l'Everest en 2003,.

## Hommage
Le 7 mai 2015, en présence du président du Comité national olympique italien (CONI), Giovanni Malagò, a été inauguré  le Walk of Fame du sport italien dans le parc olympique du Foro Italico de Rome, le long de Viale delle Olimpiadi. 100 tuiles rapportent chronologiquement les noms des athlètes les plus représentatifs de l'histoire du sport italien. Sur chaque tuile figure le nom du sportif, le sport dans lequel il s'est distingué et le symbole du CONI. L'une de ces tuiles lui est dédiée .

## Palmarès

### Jeux olympiques d'hiver
Manuela Di Centa remporte sept médailles aux Jeux olympiques, une en 1992 à Albertville, cinq en cinq épreuves en 1994 à Lillehammer et une en 1998 à Nagano. Celles-ci se compose de deux médailles d'or, le quinze et le trente kilomètres en 1994, deux médailles dargent et trois de bronze.
| Édition / Épreuve | 5 km                               | 10 km                            | 15 km Poursuite                    | 15 km                            | 20 km                            | 30 km                            | Relais 4 × 5 km                     |
| ----------------- | ---------------------------------- | -------------------------------- | ---------------------------------- | -------------------------------- | -------------------------------- | -------------------------------- | ----------------------------------- |
| Sarajevo 1984     | 24e Ex-aequo                       | 28e                              | Épreuve inexistante à cette date   | Épreuve inexistante à cette date | 12e                              | Épreuve inexistante à cette date | 9e                                  |
| Calgary 1988      | 18e                                | 20e                              | Épreuve inexistante à cette date   | Épreuve inexistante à cette date | 6e                               | Épreuve inexistante à cette date |                                     |
| Albertville 1992  | 10e                                | Épreuve inexistante à cette date | Épreuve inexistante à cette date   | 12e                              | Épreuve inexistante à cette date | 6e                               | Médaille de bronze, Jeux olympiques |
| Lillehammer 1994  | Médaille d'argent, Jeux olympiques | Épreuve inexistante à cette date | Médaille d'argent, Jeux olympiques | Médaille d'or, Jeux olympiques   | Épreuve inexistante à cette date | Médaille d'or, Jeux olympiques   | Médaille de bronze, Jeux olympiques |
| Nagano 1998       | 21e                                | Épreuve inexistante à cette date |                                    | 23e                              | Épreuve inexistante à cette date |                                  | Médaille de bronze, Jeux olympiques |

Légende :
- : première place, médaille d'or
- : deuxième place, médaille d'argent
- : troisième place, médaille de bronze

### Championnats du monde
| Édition / Épreuve           | 5 km                             | 10 km                            | 15 km Poursuite                  | 15 km                            | 20 km                            | 30 km                            | Relais 4 × 5 km          |
| --------------------------- | -------------------------------- | -------------------------------- | -------------------------------- | -------------------------------- | -------------------------------- | -------------------------------- | ------------------------ |
| Mondiaux 1987 Oberstdorf    |                                  |                                  | Épreuve inexistante à cette date | Épreuve inexistante à cette date |                                  | Épreuve inexistante à cette date | 5e                       |
| Mondiaux 1989 Lahti         | Épreuve inexistante à cette date | 7e libre 8e classique            | Épreuve inexistante à cette date |                                  | Épreuve inexistante à cette date | 5e                               | 6e                       |
| Mondiaux 1991 Val di Fiemme | Médaille de bronze, monde        | 4e                               | Épreuve inexistante à cette date |                                  | Épreuve inexistante à cette date | Médaille de bronze, monde        | Médaille d'argent, monde |
| Mondiaux 1993 Falun         | 10e                              | Épreuve inexistante à cette date | 4e                               | 5e                               | Épreuve inexistante à cette date | Médaille d'argent, monde         | Médaille d'argent, monde |
| Mondiaux 1995 Thunder Bay   | Médaille de bronze, monde        | Épreuve inexistante à cette date | 4e                               |                                  | Épreuve inexistante à cette date | Médaille d'argent, monde         | 4e                       |
| Mondiaux 1997 Trondheim     | 34e                              | Épreuve inexistante à cette date |                                  | 12e                              | Épreuve inexistante à cette date |                                  | 4e                       |

### Coupe du monde
Manuela Di Centa remporte à deux reprises le classement général de la Coupe du monde, en 1993-1994 et 1995-1996.
Elle monte sur 35 podiuns dans des épreuves individuelles, avec 15 victoires, 12 deuxièmes places et 8 troisièmes places.
En compétition par équipes, elle compte neuf podiums, dont une victoire.

#### Liste des victoires
En plus de ses victoires aux Jeux olympiques, qui comptent pour la Coupe du monde à cette époque, elle gagne les courses suivantes :
| Date             | Lieu             | Pays      | Discipline                                    |
| ---------------- | ---------------- | --------- | --------------------------------------------- |
| 18 février 1990  | Pontresina       | Suisse    | 15 km L                                       |
| 7 mars 1990      | Sollefteå        | Suède     | 30 km L                                       |
| 21 décembre 1993 | Dobbiaco         | Italie    | 15 km C                                       |
| 6 mars 1994      | Lahti            | Finlande  | 30 km L                                       |
| 12 mars 1994     | Falun            | Suède     | 10 km L                                       |
| 20 mars 1994     | Thunder Bay      | Canada    | 10 km L                                       |
| 9 janvier 1996   | Štrbské Pleso    | Slovaquie | 30 km L                                       |
| 2 février 1996   | Seefeld in Tirol | Autriche  | 5 km L                                        |
| 3 février 1996   | Seefeld in Tirol | Autriche  | Sprint par équipes L (avec Stefania Belmondo) |
| 11 février 1996  | Kavgolovo        | Russie    | 10 km C                                       |
| 24 février 1996  | Trondheim        | Norvège   | 5 km L                                        |
| 25 février 1996  | Trondheim        | Norvège   | 10 km L PU                                    |
| 2 mars 1996      | Lahti            | Finlande  | 10 km L                                       |
| 9 mars 1996      | Falun            | Suède     | 15 km L                                       |

Légende : L = libre, C = classique, PU = poursuite

#### Classements détaillés
| Saison / Épreuve | Saison / Épreuve | Général | Général | Distance                         | Distance                         | Sprint                           | Sprint                           |
| ---------------- | ---------------- | ------- | ------- | -------------------------------- | -------------------------------- | -------------------------------- | -------------------------------- |
| Saison / Épreuve | Saison / Épreuve | Class.  | Points  | Class.                           | Points                           | Class.                           | Points                           |
| 1981-1982        | 1981-1982        | 22e     | 27      | Épreuve inexistante à cette date | Épreuve inexistante à cette date | Épreuve inexistante à cette date | Épreuve inexistante à cette date |
| 1983-1984        | 1983-1984        | 49e     | 6       | Épreuve inexistante à cette date | Épreuve inexistante à cette date | Épreuve inexistante à cette date | Épreuve inexistante à cette date |
| 1986-1987        | 1986-1987        | 49e     | 3       | Épreuve inexistante à cette date | Épreuve inexistante à cette date | Épreuve inexistante à cette date | Épreuve inexistante à cette date |
| 1987-1988        | 1987-1988        | 27e     | 21      | Épreuve inexistante à cette date | Épreuve inexistante à cette date | Épreuve inexistante à cette date | Épreuve inexistante à cette date |
| 1988-1989        | 1988-1989        | 4e      | 91      | Épreuve inexistante à cette date | Épreuve inexistante à cette date | Épreuve inexistante à cette date | Épreuve inexistante à cette date |
| 1989-1990        | 1989-1990        | 5e      | 126     | Épreuve inexistante à cette date | Épreuve inexistante à cette date | Épreuve inexistante à cette date | Épreuve inexistante à cette date |
| 1990-1991        | 1990-1991        | 5e      | 126     | Épreuve inexistante à cette date | Épreuve inexistante à cette date | Épreuve inexistante à cette date | Épreuve inexistante à cette date |
| 1991-1992        | 1991-1992        | 9e      | 154     | Épreuve inexistante à cette date | Épreuve inexistante à cette date | Épreuve inexistante à cette date | Épreuve inexistante à cette date |
| 1992-1993        | 1992-1993        | 5e      | 511     | Épreuve inexistante à cette date | Épreuve inexistante à cette date | Épreuve inexistante à cette date | Épreuve inexistante à cette date |
| 1993-1994        | 1993-1994        | 1re     | 790     | Épreuve inexistante à cette date | Épreuve inexistante à cette date | Épreuve inexistante à cette date | Épreuve inexistante à cette date |
| 1994-1995        | 1994-1995        | 20e     | 163     | Épreuve inexistante à cette date | Épreuve inexistante à cette date | Épreuve inexistante à cette date | Épreuve inexistante à cette date |
| 1995-1996        | 1995-1996        | 1re     | 1004    | Épreuve inexistante à cette date | Épreuve inexistante à cette date | Épreuve inexistante à cette date | Épreuve inexistante à cette date |
| 1996-1997        | 1996-1997        | 41e     | 48      | 26e                              | 27                               |                                  |                                  |
| 1997-1998        | 1997-1998        | 20e     | 134     | 20e                              | 48                               | 21e                              | 86                               |